# The Gallows Act II
The Gallows Act II è un film del 2019 diretto da Chris Lofing e Travis Cluff. 
Film horror soprannaturale statunitense, è il sequel di The Gallows - L'esecuzione del 2015.

## Trama
La studentessa e aspirante attrice Auna Rue trova nella biblioteca del suo prestigioso college il libro dell'opera teatrale The Gallows (l'esecuzione). Per diventare popolare sui social media e poter raggiungere il successo tanto agognato partecipa ad una sfida virale, legata proprio all'opera teatrale, evocando uno spirito maligno ma i suoi desideri di fama vengono stravolti.

## Produzione
Le riprese principali del film sono iniziate nell'ottobre 2016 con set presso il San Joaquin College of Law a Clovis, in California.
Al termine delle riprese e della post-produzione, nell'agosto 2017 si è tenuta una proiezione speciale in anteprima presso la sede della Warner Bros. a Burbank, in California, per i fan di età compresa tra 13 e 25 anni.

## Distribuzione
Il film è stato distribuito digitalmente on demand negli Stati Uniti il 25 ottobre 2019 da Lionsgate. A differenza del primo film la Warner Bros. e la New Line Cinema non hanno alcun coinvolgimento con il sequel.
Il film è inedito in Italia.

## Accoglienza

### Critica
Con un totale di 13 voti su Rotten Tomatoes, il film ha ottenuto una valutazione dello 0%.  Glenn Kenny del New York Times lo ha definito "un sequel del tutto mediocre" criticando la mancanza di logica del film. Justin Lowe di The Hollywood Reporter ha criticato il film scrivendo: "La sceneggiatura di Lofing e Cluff fonde elementi horror e thriller senza mai stabilirsi su una chiara scelta di genere. La sorprendente svolta finale del film serve solo a enfatizzare la sua incoerenza narrativa, i retroscena insufficienti e uno sviluppo del personaggio inadeguato". Brian Tallerico di Roger Ebert.com ha dato un pollice in giù al film, definendolo il peggior film di Blumhouse e ha criticato la sceneggiatura del film, i personaggi superficiali, la storia e l'uso eccessivo di effetti paurosi.